# バーバラ・モーガン
バーバラ・モーガン（Barbara Radding "Barb" Morgan、1951年11月28日 - ）は、アメリカ合衆国の教師、アメリカ航空宇宙局の宇宙飛行士である。
Teacher in Space programにおいて、スペースシャトルチャレンジャーのSTS-51Lのミッションでクリスタ・マコーリフのバックアップを務めた。その後、ミッションスペシャリストの訓練を受け、2007年8月にSTS-118で初めて宇宙飛行した。STS-118まで、モーガンはサリー・ライド、シャノン・ルシッドとともに多くのメディアに登場した。

## 初期の人生と教育
モーガンは1951年にジェリー・ラディング夫妻の間に生まれ、カリフォルニア州フレズノで育ち、フーバー高校を卒業した。1973年にスタンフォード大学で人間生物学の学士号を取り、1974年にノートルダム・ド・ナミュール大学で教職の資格を得た。

## 教師としてのキャリア
モーガンは1974年にフラットヘッドインディアン居留地のアーリー小学校で読書治療と算数の指導を始めた。1975年から1978年まで、彼女はアイダホ州マッコールのマッコール・ドネリー小学校で2年生に読書治療と算数を教えた。1978年から1979年までは、エクアドルのキトで英語と理科を教えた。1979年から1998年まで、再びマッコール・ドネリー小学校で2，3，4年生を教えた。

## Teacher in Space Project

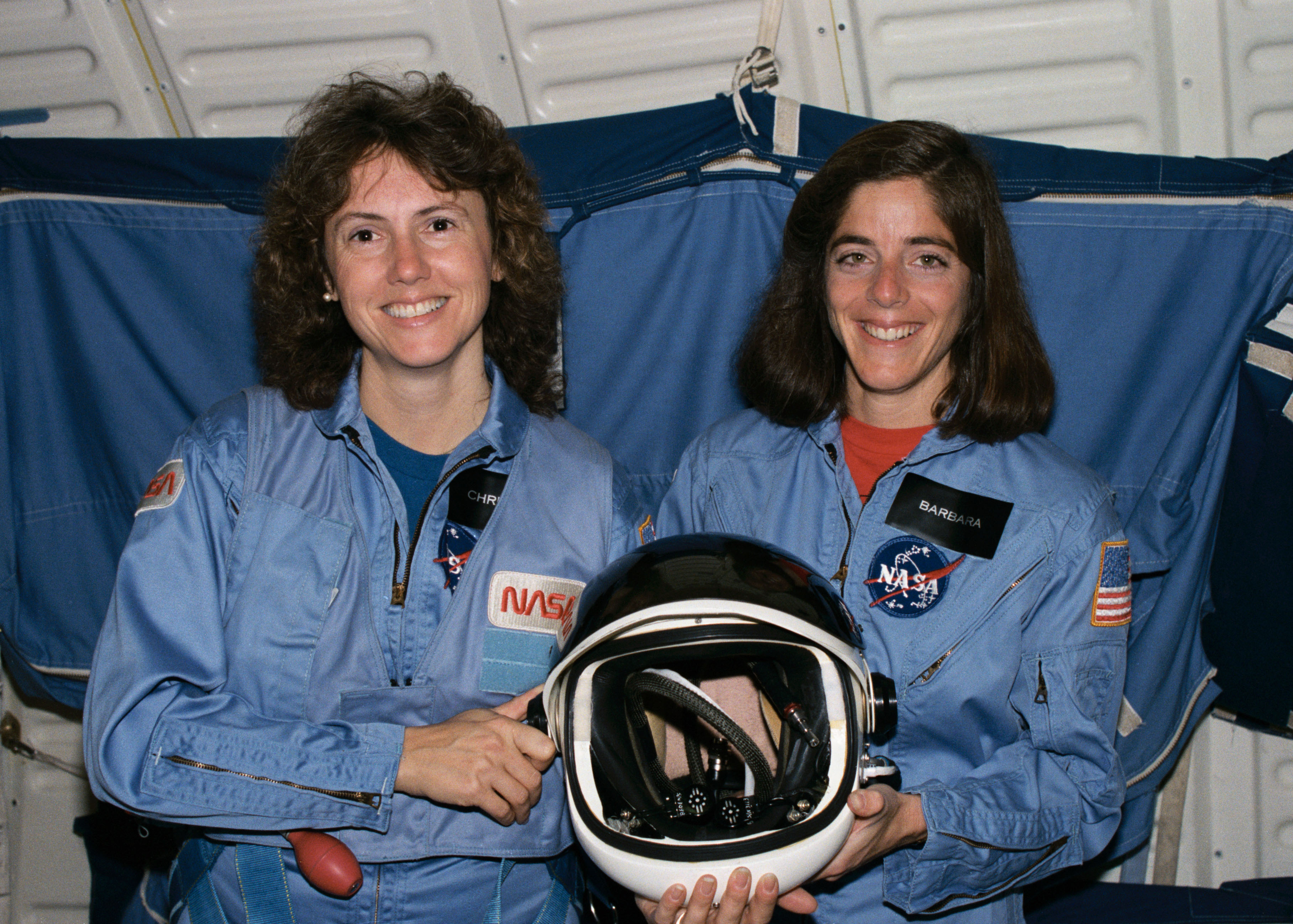
モーガン（右）とクリスタ・マコーリフ（左）、1985年

モーガンは1985年7月19日にTeacher in Space Projectの交代要員の候補に選ばれた。1985年9月から1986年1月まで、彼女はクリスタ・マコーリフとともにヒューストンのジョンソン宇宙センターで訓練を行なった。チャレンジャー号爆発事故でのマコーリフの死去を受け、モーガンはTeacher in Space Projectを実行する役目となった。1986年3月から7月まで、彼女はNASA職員として国中の教育機関で講演を行なった。1986年秋、モーガンはアイダホに戻り、再び教師の仕事を始めた。彼女は2年生と3年生に教えるとともに、NASAの教育部門でも働いた。Teacher in Space Projectでの彼女の役目には、公共の場での講演、教育的なコンサルタント、カリキュラムの設計、アメリカ国立科学財団での仕事等も含まれていた。

## NASAでのキャリア
1998年1月、マコーリフの死から12年経って、モーガンはNASAのミッションスペシャリストに選ばれ、1998年8月からジョンソン宇宙センターで訓練を始め、彼女はプロの宇宙飛行士となった。2年間の訓練と評価を経て、彼女は通信管制員として軌道上の乗組員との交信に当たった。
2003年、モーガンはSTS-118の乗組員に選ばれた。
他の多くの宇宙飛行士と同様に、モーガンはアマチュア無線の免許を取っていた。2003年に試験に合格し、3月2日に連邦通信委員会より免許を交付された。そのため、彼女は国際宇宙ステーションのアマチュア無線の装置を扱うことができた。
ミッションスペシャリストとしてのモーガンの役目は、他の乗組員と変わることはなかった。NASAの広報やメディアの報道では、彼女は教育者宇宙飛行士（Educator Astronaut）と呼ばれることもあるが、モーガンはこの訓練は受けていない。NASA長官のマイケル・グリフィンはSTS-118の終了後の記者会見で、モーガンは教育者宇宙飛行士ではなく、職業こそ教育者であるが通常のミッションスペシャリストとして扱われたと明言した。
STS-118での飛行前、NASAはモーガンのマスコミへの露出を制限しているようだったが、モーガンはミッションの直前に、STS-118の乗組員が国際宇宙ステーションの建設において果たす役割について、一連のインタビューを受けた。
ミッション終了の3週間後、彼女はフロリダのウォルト・ディズニー・ワールド・リゾートで初めての宇宙授業を行なった。このイベントは、モーガンが行なった一連の講演の最初のものだった。

## NASA以降のキャリア
2008年6月28日、モーガンはNASAを退職し、ボイシ州立大学で教職に戻るとの発表があった。2008年8月、モーガンはボイシ州立大学で工学と教育学の指導を始めた。

## 私生活
モーガンは、アイダホ州マッコール出身の作家クレイ・モーガンと結婚しており、2人の息子がいる。彼女はフルート奏者で、ジャズ、文学、ハイキング、水泳、クロスカントリースキー等が趣味である。

## 受賞など
2008年7月4日、モーガンは全米教育協会から"Friend of Education" を受賞した。

## 引用
私達を少しだけ前に進める努力に加わることには大きなプライドを感じることができる。眼下に地球を見下ろすと、私達が人類のためにしようとしていることが、とても重要なことだということに気付くだろう。」 - 2007年8月22日